# Собственный Её Величества хайлендский полк
Собственный Её Величества хайлендский полк (сифортский и камеронский) (англ. Queen's Own Highlanders (Seaforth and Camerons)), сокращённое обозначение QO HLDRS — пехотный полк Британской армии, существовавший с 1961 по 1994 годы.

## История

### 1961—1970

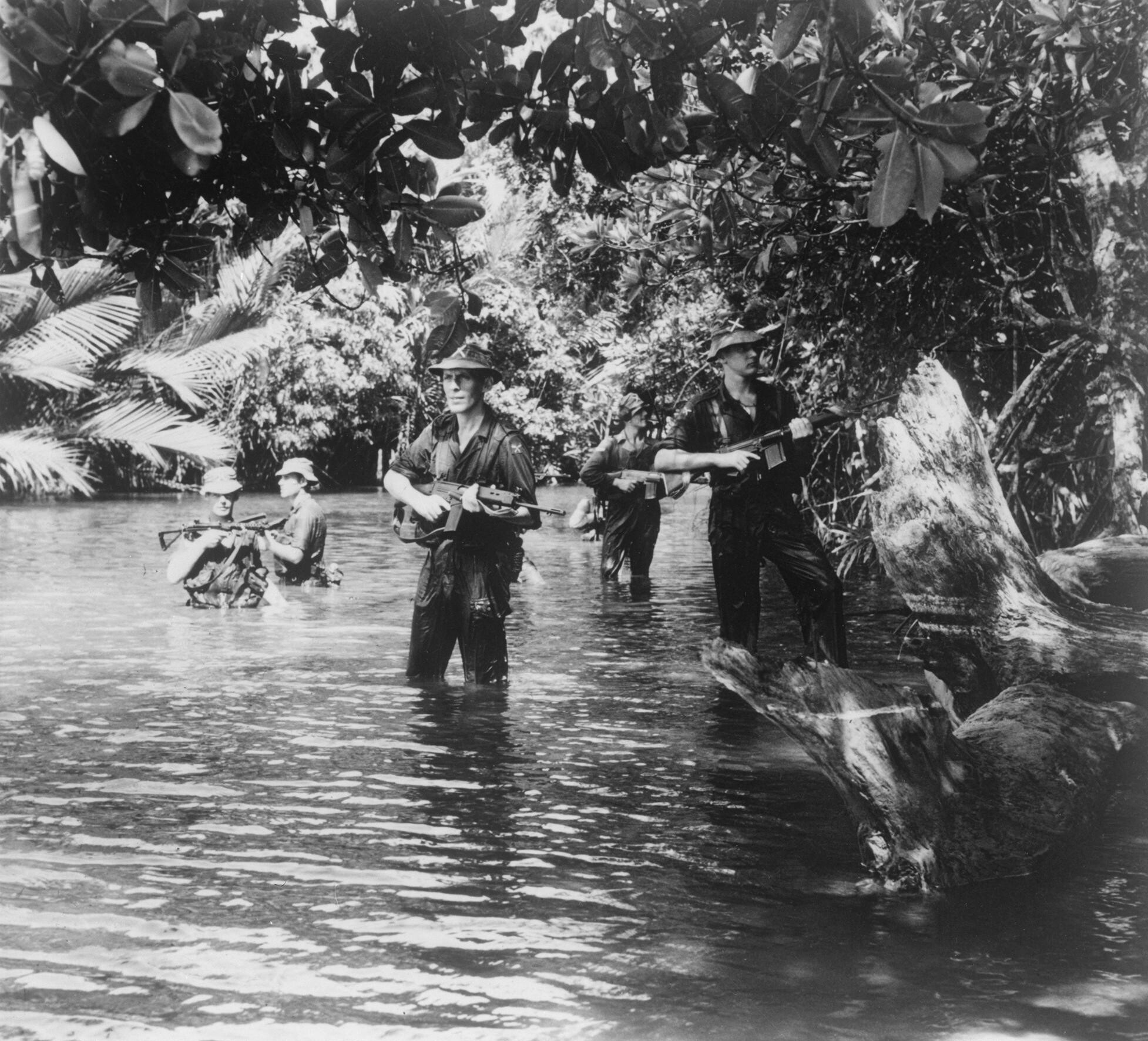
Патруль 1-го батальона собственного Её Величества хайлендского полка в джунглях Брунея, 1963 год

Полк был сформирован 7 февраля 1961 года в Редфордских казармах, Эдинбург, путем объединения 1-го батальона Сифортского хайлендского полка и 1-го батальона Собственного Её Величества камеронского хайлендского полка, чтобы сформировать 1-й батальон Собственного Её Величества хайлендского полка. Это было частью оборонных реформ, первоначально объявленных в «Белой книге по обороне» 1957 года, которая предусматривала сокращение численности британской армии в связи с прекращением призыва в армию (именуемого как National Service).
Батальон был направлен в Сингапур в апреле 1961 года, откуда в декабре 1962 года он был переброшен в Бруней, чтобы помочь подавить Брунейское восстание на ранней стадии индонезийско-малайзийского противостояния. Это включало успешную воздушную атаку на удерживаемые повстанцами нефтяные месторождения Shell в Серии, при этом аэродром был быстро отбит и 48 заложников освобождены. Вернувшись в Сингапур в феврале 1962 года, батальон три месяца спустя отправился обратно на Борнео (Северное Борнео и Саравак) для дальнейшего оперативного похода, в основном состоящего из длительного патрулирования и комплектования отдаленных гарнизонов на границе с Индонезией.
По возвращении в Шотландию в январе 1964 года батальон базировался в лагере Милтон-Бридж, бывшем лагере для немецких военнопленных, расположенном к юго-востоку от казарм Гленкорс. В июне 1964 года батальон переехал в казармы Мерсера в гарнизоне Оснабрюка, входящем в состав Британской рейнской армии, оставаясь там до августа 1966 года, он переехал в казармы Уэйвелла в Западном Берлине. Батальон вернулся в казармы Редфорда в сентябре 1968 года, откуда подразделения были переброшены в Шарджу на берегу Персидского залива в мае 1969 года,  а в июле 1970 года он выполнял церемониальные обязанности на Играх Содружества в Эдинбурге в том году.

### 1971—1982
В апреле 1971 года батальон вернулся в гарнизон Оснабрюка, откуда они были развёрнуты в общей сложности для трёх отдельных четырёхмесячных оперативных командировок в разгар беспорядков в Северной Ирландии: ноябрь 1971 — март 1972 (восточный Белфаст); июль — октябрь 1972: (Данганнон) и декабрь 1973 — апрель 1974 (западный Белфаст). В июне 1976 года батальон вернулся в Шотландию, на этот раз в лагерь Ричи, Уэст-Лотиан, откуда части батальона были переброшены в Белиз, Гибралтар и дважды в Северную Ирландию, в апреле — августе 1978 года (северное Арма) и в июле — декабре 1979 года (южное Арма). Во время этого тура командир батальона подполковник Дэвид Блэр был убит одной из двух придорожных бомб, которые унесли жизни в общей сложности восемнадцати солдат в Уорренпойнте, графство Даун.. В общей сложности семь солдат полка хайлендеров были убиты в Северной Ирландии с 1973 по 1990 годы.
В марте 1980 года батальон был отправлен на экскурсию в Стэнли-Форт в Гонконге, прежде чем в ноябре 1981 года перебазироваться в Тидворт. Несмотря на то, что в то время он был передовым батальоном армии — находился в готовности к быстрому развёртыванию по всему миру — он не принимал участия в боевых действиях, которые начались в апреле 1982 года. Однако она была дислоцирована на Фолклендских островах сразу после прекращения огня, с июля по декабрь 1982 года, и руководила операцией по восстановлению нормальной жизни на островах. Результатом этой работы стала награда полку «Меч мира Уилкинсона», ежегодно присуждаемая подразделению британских вооружённых сил, внесшему наибольший вклад в развитие общественных отношений.

### 1983—1994
В ноябре 1983 года батальон был переведен в казармы Александер, Ольдергров, а затем в Форт-Джордж в ноябре 1985 года. В марте 1988 года батальон был переведён в казармы Буллер в Мюнстере, Германия, откуда подразделения были вновь переброшены в Северную Ирландию на пять месяцев с марта 1990 года (Белфаст) и в Саудовскую Аравию в январе 1991 года, где они приняли участие в войне в Персидском заливе.  В Персидском заливе батальон был разделён для поддержки других подразделений, включая присоединение к 1-му батальону Королевского шотландского полка и 3-му батальону Королевского полка фузилёров (3 RRF) для доукомплектования этих подразделений. Три хайлендера, служившие в 3 RRF, были в числе одиннадцати солдат, погибших в результате дружественного огня, когда два американских самолёта A-10 по ошибке разбомбили британскую бронетанковую колонну. После войны батальон вернулся в Мюнстер, а с ноября 1992 года был направлен на шесть месяцев в Северную Ирландию в Белфаст. Батальон вернулся в Шотландию в октябре 1993 года и переехал в казармы Дрегхорн, недалеко от Эдинбурга..
В связи с пересмотром программы «Варианты перемен» батальон был объединён с 1-м батальоном Гордонского хайлендского полка 17 сентября 1994 года в 1-й батальон Хайлендского полка (сифортский, гордонский и камеронский). Была проведена громкая, хотя в конечном итоге безуспешная, кампания за предотвращение предлагаемого слияния.

## Полковой музей
Полковой музей (англ. Queen’s Own Highlanders' Collection) находится в Форт-Джордже, недалеко от Инвернесса, Шотландия.

## Тартаны
В полку носили килты из тартана клана Маккензи (как носили бывшие Сифортские хайлендеры) и треухи (Triubhas) из тартана Камерона из Эррахта (часть клана Камерон), а для волынщиков, барабанщиков и членов оркестра — наоборот.